# Cruria platyxantha
Cruria platyxantha är en fjärilsart som beskrevs av Edward Meyrick 1891. Cruria platyxantha ingår i släktet Cruria och familjen nattflyn. Inga underarter finns listade i Catalogue of Life.